# Dart (pijl)

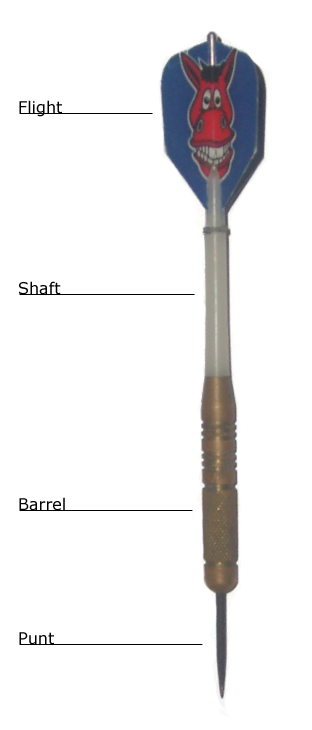
Een dartpijl

Een dart is een pijl die wordt gebruikt bij het darten. Een setje darts bestaat uit drie pijlen. Elke beurt worden deze van een afstand in het dartbord gegooid om punten mee te scoren. De pijl mag niet zwaarder zijn dan 50 gram en niet langer zijn dan 30,5 centimeter. Een dart bestaat uit vier onderdelen: de flight, de shaft, de barrel en de punt. Sommige mensen zeggen dat de dart uit drie onderdelen bestaat. Zij rekenen de punt en barrel als één onderdeel.
Wat de 'beste' darts zijn is afhankelijk van persoonlijke stijl en voorkeur. Het is de bedoeling de darts horizontaal in het bord te krijgen. Als de dart te verticaal in het bord staat, met de punt naar onderen gericht, is de pijl te zwaar of de shaft te licht. Als de dart in het bord hangt, is de pijl te licht of de shaft te zwaar. De stand van de dart kan ook beïnvloed worden door de lengte van de shaft en de vorm van de flight.
FlightDe flight (het blauw/rode onderdeel bovenaan de dart) zorgt ervoor dat de dart stabiel door de lucht vliegt en goed in het dartbord terechtkomt. Normaal gesproken heeft een flight 4 vleugels, maar tegenwoordig zijn ze er ook met 3 vleugels, de tri-fin. Voor tri-fin flights zijn ook aparte shafts nodig. De flight is verkrijgbaar in veel verschillende soorten, maten en opdrukken. Het is het kwetsbaarste deel van de dart en moet regelmatig vervangen worden.
Flight protectorEen flight protector zorgt ervoor dat de flight niet zo snel beschadigd raakt als er een andere pijl op wordt gegooid. Hierdoor krijgen de flights een langere levensduur . Daarnaast zorgt de flight protector ervoor dat de flight goed gespreid blijft, wat belangrijk is voor een stabiele vlucht van de dart. Op de afbeelding hiernaast is ook zo'n flight protector te zien.
ShaftDe shaft is het gedeelte tussen de flight en de barrel en wordt meestal van aluminium of kunststof gemaakt. De shaft 'houdt' de flight vast. Ook de shaft is in veel verschillende maten en materie verkrijgbaar. Het is een redelijk kwetsbaar onderdeel van de dart. Een metalen shaft kan krombuigen en een shaft van kunststof kan afbreken.
BarrelDe barrel is het gedeelte dat wordt vastgehouden door de darter. De barrel kan veel verschillende 'grips' hebben: gladde grip, grip met veel profiel, et cetera. De barrel bepaalt voor het grootste gedeelte het gewicht van de dart, hierdoor zijn er ook veel verschillende barrels met betrekking tot de lengte, de breedte en het gewicht.
PuntDe punt of point is gemaakt van metaal, vaak voorzien van een dun chroomlaagje, of van plastic (soft-tip). Bij de meeste darts zitten de punten vast in de barrel geklemd. Bij soft-tip darts zijn de punten vaak door de darter verwisselbaar, omdat de plastic punten snel kunnen afbreken. Deze plastic punten worden gebruikt voor elektronische dartborden. Als de metalen punt bot is geworden, kan deze worden geslepen met een slijpsteentje. Voor gebruik dient het slijpsteentje nat gemaakt te worden. Zo vormt er minder snel een groef in de slijpsteen.